# Mezinárodní letiště Spokane
Mezinárodní letiště Spokane (IATA: GEG, ICAO: KGEG, FAA LID: GEG), anglicky Spokane International Airport, je komerční letiště vzdálené asi osm kilometrů od centra města Spokane, v okrese Spokane County ve státě Washington. Jedná se o primární letiště pro město Spokane, východní Washington, Coeur d'Alene a severní Idaho. Je to druhé největší letiště ve státě, v roce 2010 odbavilo přes 3 miliony cestujících.

## Historie
Letiště bylo známé jako Sunset Field před rokem 1941, kdy ho od okresu Spokane koupilo Americké ministerstvo válek (nyní již neexistující) a pojmenovalo ho Geiger Field po Majorovi Haroldu Geigerovi, vojenskému letci, který zemřel při havárii v roce 1927.
Při druhé světové válce sloužilo jako hlavní výcvikové letiště pro Druhou leteckou jednotku, která zde cvičila na těžkých bombardérech Boeing B-17 Flying Fortress, které sem byly dováženy z továrny společnosti Boeing, která byla nedaleko Seattlu. Využívalo ho také Americké letecké technické velitelství, které zde opravovalo letadla a skladovalo zásoby.
Letiště bylo zavřeno v roce 1945 a přenecháno Správě válečného majetku, která ho poté prodala okresu Spokane, který z něj udělal komerční letiště. Během studené války ho využívalo Velitelství vzdušného prostoru, které zde uchovávalo obranné stíhačky na obranu Hanfordského nukleárního komplexu a přehrady Grand Coulee. V roce 1942 byla sedm kilometrů západně od Geigerova letiště postavena Fairchildova letecká základna.
V roce 1946 bylo se stalo spokaneským městským letištěm, čímž nahradilo Felts Field. Svůj nynější název získalo v roce 1960.

## Růst a rozvoj
Momentálně je na stole plán k budoucímu rozvoji letiště, protože počet cestujících stále roste. Hlavními cíli je přidání třetí ranveje a přidání bran do haly C. Už od sedmdesátých let minulého století tu byly přímé lety do jižní Kalifornie, které ale budou v době ekonomické krize, vysokých cen paliva a rekonstrukce letiště zrušeny.

Starou letištní věž u haly C již nahradila nová věž na jihu letiště, která je nejvyšší ve státě Washington. Dalším nedávno dokončeným projektem bylo rozšíření terminálu, rotundy a haly C. Projekt byl dokončen v listopadu 2006 a přidal maloobchodní prostory, zvýšil bezpečnost ve všech třech halách a zrenovoval rotundu. V roce 2010 byla hlavní ranvej prodloužena o 600 metrů a sousední pojezdové dráhy nyní mohou odbavovat těžší nákladní letadla.

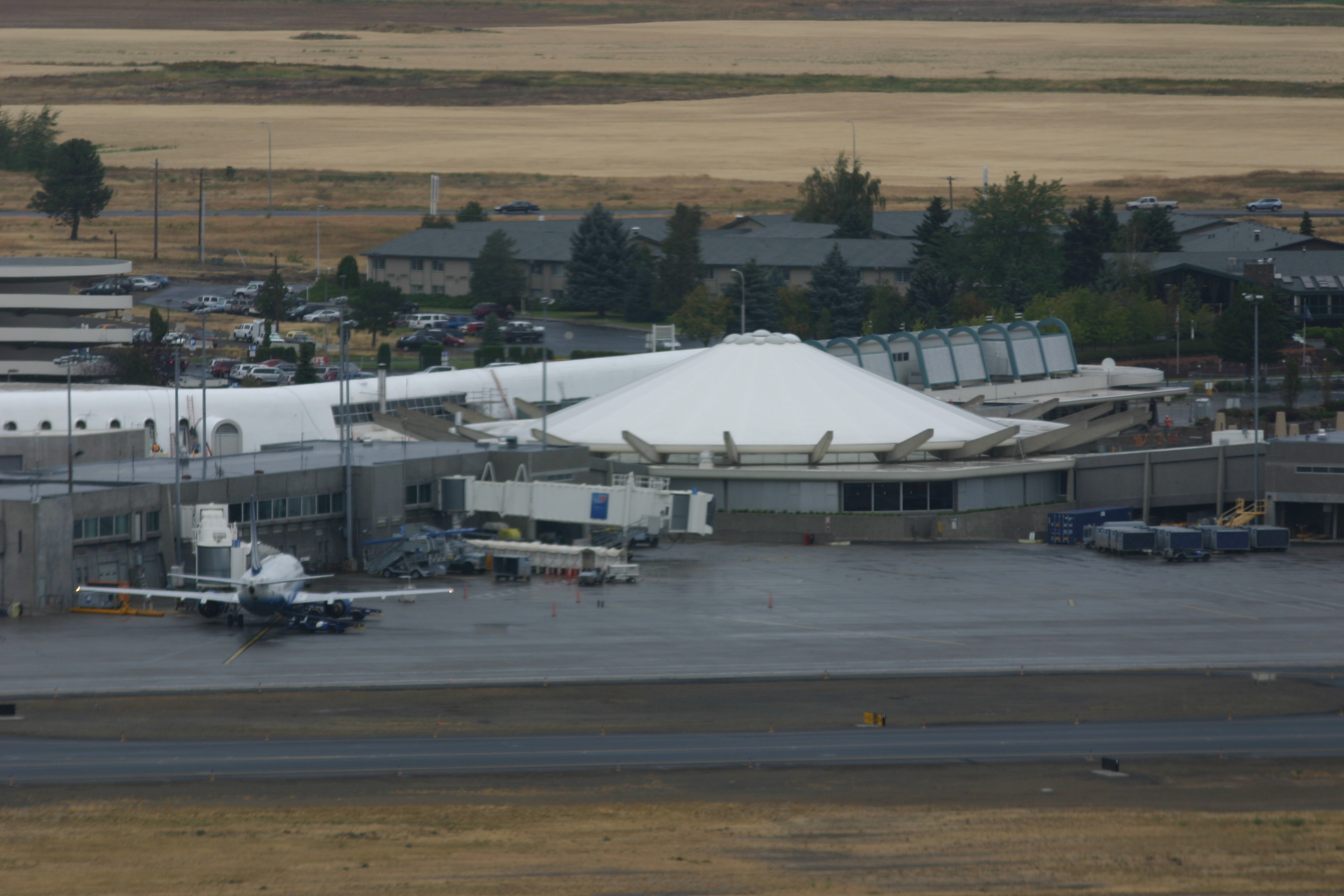
Terminál letiště z nové kontrolní věže.

## Aerolinky a destinace
Letiště má 24 bran ve 3 halách. Brány v hale A mají čísla 11–15, v hale B 1–10 a v hale C 22–25 a 30–32. (Aktualizováno 15. dubna 2024.)
| Letecká společnost   | Destinace | Destinace                                                                              |
| -------------------- | --------- | -------------------------------------------------------------------------------------- |
| Alaska Airlines      | USA       | Boise · Los Angeles · Portland · San Diego · San Francisco, San Jose · Seattle         |
| Allegiant Air        | USA       | Las Vegas · Phoenix-Mesa \| sezónně: Santa Ana                                         |
| American Airlines    | USA       | Dallas/Fort Worth · Charlotte (od 5. června 2024) · Phoenix                            |
| Delta Air Lines      | USA       | Atlanta · Los Angeles · Minneapolis/St. Paul · Salt Lake City · Seattle                |
| Southwest Airlines   | USA       | Denver · Las Vegas · Oakland · Phoenix · Sacramento · San Jose \| sezónně: Dallas-Love |
| Sun Country Airlines | USA       | Sezónně: Minneapolis/St. Paul                                                          |
| United Airlines      | USA       | Denver · San Francisco \| sezónně: Chicago                                             |

### Nákladní aerolinky
- ABX Air
- FedEx Express
- UPS Airlines
- USA Jet
- Alaska Air Cargo

## Nehody
- 21. ledna 1981 – Beechcraft Model 99 společnosti Cascade Airways, let 201, narazil do kopce vzdáleného zhruba sedm kilometrů od ranveje. Nehodu zavinila špatná frekvence přístroje měřícího vzdálenost a předčasným sestupem na nejnižší povolenou výšku. Z devíti lidí na palubě zemřelo sedm, včetně dvou členů posádky, a dva zbylí byli těžce zranění. Aerolinka zanikla o asi pět let později.
- 18. března 1994 – Nákladní Douglas DC-3 společnosti Salair narazil krátce po vzlétnutí do Portlandu kvůli selhání pravého motoru. Ten byl předtím na dlouhodobé opravě a nahradil jiný poškozený motor. V době nehody nalétáno pouze patnáct hodin letu. Letadlo bylo zničeno v následovném požáru a oba členové posádky zahynuli.